# こんにちは アン 〜Before Green Gables
1. 『こんにちは アン 〜Before Green Gables』（こんにちは アン ビフォアグリーンゲイブルズ）は、2009年4月5日から12月27日まで、BSフジで毎週日曜19:30 - 20:00（JST）に全39話が放送された、日本アニメーション制作のテレビアニメ。「世界名作劇場」の第26作目、BSデジタル放送でのテレビシリーズの第3作目に当たると共に、2020年現在同シリーズの最終作でもある。

## 概要
原作はカナダの女性児童文学作家バッジ・ウィルソン（Budge Wilson、1927年 - 2021年）の『Before Green Gables』。日本語版は『こんにちは アン』（宇佐川晶子訳）。主人公アン・シャーリーが両親を失ってから、マシュウとマリラの兄妹に引き取られるまでの11年間が語られている。19世紀中盤を舞台としているが、原作小説が刊行されたのが本作品放送の前年である2008年と、「世界名作劇場」で原作として採用された作品の中では最も新しい作品である。
本作品は小説『赤毛のアン』誕生100周年と、アニメ『赤毛のアン』放映30周年を記念して放送された作品であり、シリーズ前作『ポルフィの長い旅』最終回にて流れた予告編では、アニメでアンを演じた山田栄子がナレーションを務めた。また放送開始に先立ち、2009年3月16日にカナダ大使館で行われた完成試写会にて、第1話が先行公開された。本放送以外では、2009年5月20日からはスカパー!のアニマックスで放送が開始され、同年5月21日からはぷららのひかりTV、同年6月5日からはUSENの動画配信サービス・GyaOでも配信が開始された。この他、地上波では各地方局でも放送が行われた（詳しくは放送局を参照）。
提供体制は、本作品より再度複数社提供に移行し、前作より続投のハウス食品に加えてSECOMが番組当初より、第27話からはBANDAIが追加され、最終回までこの3社による提供となっている。その都合上本作品からは「世界名作劇場」とのみ題されている。また、ハウス食品の提供フォントが赤から白抜き文字に変わり、それまでのキャッチフレーズだった「おいしさとやすらぎを」が外れた。
この他、前提供と後提供のスポンサーバックの絵柄は、本作品より毎週異なるものが使用されるようになった（エンドカードは固定）。またBSでのテレビシリーズで、夏頃に行われていたプレゼントキャンペーンではハガキのみしか受け付けていなかった前作に対し、本作品ではインターネット、データ放送、モバイルからでも応募出来るようになった。

## あらすじ
19世紀中盤。カナダ東部の半島・ノヴァスコシア州にある小さな田舎町ボーリングブロークに、6歳のアン・シャーリーがいた。物心つく前に両親を亡くした彼女は、生家で女中をしていたジョアンナに引き取られ、家事と育児に明け暮れる日々を送っていた。
これは、どんなつらい日々も持ち前の想像力で乗り越えていくひとりの少女の物語である。

## アンの居住地の変遷
物語の舞台である現在のノヴァスコシア州は、『赤毛のアン』の舞台となるプリンス・エドワード島がある現在のプリンスエドワードアイランド州からは南に隣接した地域である。アンは作中にて語られる約5年の間、以下の通り2つの家と1つの孤児院を転々と移り住むことになる。
- 作品開始時点：当時6歳だったアンと、トーマス一家の計7人が一つ屋根の下で暮らしている。このほか、1話で子ネコのロキンバーをミントンから譲り受け、以後は主にアンが世話した。
- 第9話以降：トーマス家の主・バートがメアリズビルの鉄道会社に就職したため、一家そろって移住。
- 第27話以降：バート・トーマスが事故死。9歳のアンはトーマス家を離れ、製材所を営むハモンド家に引き取られる。
- 第32話以降：ハモンド家の主・ケンドリックが急逝。11歳になったアンはホープタウンにある孤児院へ送られ、約4ヶ月間をここで過ごす。
- 第39話（最終話）：アンはプリンス・エドワード島に住むカスバート家に引き取られることになり、船で向かう。以降は『赤毛のアン』へと続く。

## 登場人物

### アンと両親
アン・シャーリー
声 - 日高里菜
本作品の主人公。第1話時点で6歳。燃えるような赤毛とそばかすが特徴。引き取られた先で絶えず家事を申し付けられる日々を送っているが、落ち込み続ける事無く常に明るく生きている。同年代の子供たちに比べて物覚えが良くて聡明。
ジョアンナによるとアンという名前は、昔のイングランドの女王にあやかってウォルターが名づけたもので、綴りは女王と同じ「Anne」。アンはこの綴りにこだわりを持っており、作中ではアンが自己紹介する時に「（Annではなく）おしまいに『e』のつくAnneよ」と言うのが決まり文句のようになっている。
ブラウニングの詩集に「黄金の泉」、食器棚のガラスに映った自分の姿に「ケイティ・モーリス」と名づけるなど、この頃からすでに想像癖たくましく、おしゃべり好き。想像癖がたくましいところは亡くなった父に似ている（3話のジョアンナの発言より）。
自分の容姿にコンプレックスを持っており、特に周りの人から赤毛をからかわれると怒りを露わにする。またシャーロット(ハモンド夫人)から「どこの誰かも分からないみすぼらしい子」と言われたことに激しくショックを受け、後に「私が言われて一番嫌だったこと」と振り返っている。
非常に働き者で洗濯や掃除、食事の手伝いはもちろん、トーマス家やハモンド家で多くの乳幼児の世話も経験。家での話し相手は先述の「ケイティ・モーリス」や猫のロキンバー、ハモンド家にいた頃は、家から少し離れた所のやまびこの「ビオレッタ」などで、つらい生活を送るアンの心の拠り所となっている。
勉強に関しては、メアリズビルでは1年間（実際には冬以外の数ヶ月間）だけ学校へ週3回通ってヘンダーソンの授業を受けた。しかしハモンド家にいた頃は8人の子の世話に忙しく、学校に行けたのは夏に1回だけである（しかもヘンダーソンに習って以来3年ぶり）。その後孤児院にいた数ヶ月間は授業を受けることができた。学校以外ではメアリズビルにいた頃はエッグマンから単語を教わり、またいくつかの薬草についての知識も得た。読書好きであり、幸いにも学校に行けない時もトーマス家ではブラウニングの詩集、ハモンド家ではシェークスピアの小説などの本があり、内容の一部を暗記するぐらい読んでいる。
アン役の日高は当時14歳であり、本作品がアニメ初主演作となった。
ウォルター・シャーリー
声 - 井上倫宏
アンの父。アンが赤ン坊の頃に熱病で亡くなっている。
娘のアンと同じく、赤毛で翡翠のような瞳を持つ。ジョアンナによると想像力が豊かで背中に翼が生えたような人で、バーサーに想像したことを面白おかしく話すのが大好きだった。
生前ウォルターが好きだった言葉は、「波間に浮かぶゆりかご」。後にこの言葉の意味はプリンスエドワード島のことを指すと教師・マクドゥガルによってアンに伝えられる。
バーサー・シャーリー
声 - 不明
アンの母親。ウォルター同様、アンが生まれてすぐ熱病に罹り亡くなった。アンとは髪の毛の色や瞳の色が異なる。
体が弱かったが優しく穏やかな性格。趣味は本を読むこと。またケーキ作りが好きでよく作っていた。

### トーマス家の人々
ジョアンナ・トーマス
声 - 田村聖子
旧姓：ハリガン。バートの妻。かつてシャーリー家で家事手伝いをしていた関係でアンの両親が亡くなったあと、アンを引き取ることになってしまう。少ない家計のやり繰りと幼い子供たちの育児や甲斐性無しのバートに疲れており、ついついアンにキツく当たってしまう。
アンを引き取りにきたジェシーにアンを会わせず返す一方で、アンを引き止めたことを後悔するなど、アンに関して矛盾した思いを抱いていたが、心の底ではアンを大事に思っていた。バートの死により、泣く泣くアンと離れざるを得なくなった。
バート・トーマス
声 - 佐藤せつじ
トーマス家の長。妊娠中の妻に暴力をふるうこともあるなど横暴な面がある。アンにもきつく接するが時には優しい所を見せたり、自分なりの言葉でエリーザを励ますなど良いところもある。
本人に資質が無いのかやる気が無いのか仕事らしい仕事はあまりせず、昼間から良く酒を飲み喰い寝る三拍子そろったダメ亭主だった。生き方が不器用な人物であり、結果として何度も失敗を重ねてしまい、家族を幸せにできないでいる。
一時期は鉄道会社で働き始め酒もやめていたが、かつての友人たちに自分のみじめな姿を見られたことがきっかけで自暴自棄に陥り、元の生活に戻ってしまう。ミントンの計らいでメアリズビルにある別の鉄道会社に再就職するも、その再就職先でジェフリーに騙され結果的に窃盗に加担してしまい、再び職を失うとともに多額の借金を背負う。
その後列車事故により45歳の若さで命を落とす。彼の残した借金はジョアンナの両親が清算した。
バートとジョアンナの過去を知る旧友によると結婚前は、町一番のハンサムで人気者だった。また社交ダンスが上手くジョアンナと共に出場した地元の大会で何度か優勝したことがある。
エリーザ・トーマス
声 - わくさわりか
トーマス家の長女。作品開始時点では17歳。町で針子（店などに雇われて裁縫をする女性のこと）の仕事をしており、微々ながらも貴重な収入を家にもたらしている。トーマス家では唯一アンに優しく接し、アンは彼女を実の姉のように慕い、その長い金髪を自分の赤毛と比べて非常に羨ましがっている。
街一番の美男子ロジャーと相思相愛の仲になり、のちに結婚。アンと一緒にロンドンへ行こうと約束するが母とロジャーに反対され、仕方なくアンを残して旅立った。
その後もアンへの想いは変わらず、最終話では長女にアンと命名した事が語られている。
ホーレス・トーマス
声 - 小林由美子
トーマス家の長男。初期にはアンの赤毛をからかうなど幼さがみられたが、ノアのために医者を呼びに行くバートに事後を託されたこと、バートに共に家族を守っていって欲しいと言われたことなどを通じ、責任感が芽生えていく。
エドワード・トーマス
声 - 下釜千昌
トーマス家の次男。“ワルガキ”盛りの年頃なのでアンを良くからかう。
ハリー・トーマス
声 - 川田妙子
トーマス家の三男。初登場時1歳で泣いてばかりの赤ん坊だった。
ノア・トーマス
声 - こおろぎさとみ
トーマス家の末の息子。最初の頃はいつも笑っている赤ん坊で、アンやジョアンナが面倒を見ていた。「ノア」という名前はアンが名づけた。雪の下敷きになり咽頭熱にかかってしまうが、バートが命がけで持ち帰った薬により回復する。

### ハモンド家の人々
ケンドリック・ハモンド
声 - 長嶝高士
6人の子供たち（アンが来た直後に双子が一組産まれたので8人になった）の子守をしてもらうためにアンを引き取った男性。製材所を営む。アンを引き取りに来た時に「製材所の社長」と自己紹介したが実際には他に従業員はなく、1人で材木を使って家具などを製造している。
アンを引き取った一番の理由は「子供なら雇い賃を払わなくて済むから」というものだったが、アンが来て1年が経つ頃には、アンを家族同然に思うようになっていた。
経営者の割には威厳の無い“とっちゃん坊や”な風貌。朗らかな人柄でシャーロットの体を気遣うも、子供たちの世話は妻やアンに任せっきりで父親としては頼りない人物。心臓に持病を抱えているため、時々胸を押さえる癖がある。アンがハモンド家に来て1年後、心臓発作で急死。
シャーロット・ハモンド
声 - 天野由梨
ケンドリックの妻。毎年子供を産んで疲れている影響か生来のものか、風貌・性格ともに陰気で常に体調を悪くしている。
アンをよく思っておらず、アンを孤児院に送りたがっている。それはアンが来て1年が過ぎても変わらない。
別荘を持つなど比較的裕福な家の出身だったが父親の死により生活は困窮、親とは縁が切れている。

#### ハモンド家の子供たち
全員まだ年端もいかない乳幼児で、自我形成すらあやふやな状態。このため、アンはトーマス家にいた頃よりさらにハードな仕事をこなさなくてはいけなくなった。
エラ・ハモンド
声 - こおろぎさとみ
ハモンド家の長女。縮れ毛。
ガーティ・ハモンド
声 - 中司ゆう花
ハモンド家次女。いつもキャーキャー鳴くようにうるさく叫ぶ。
トミー・ハモンド / ジミー・ハモンド
ハモンド家長男・次男。一組目の双子。
ジョージ・ハモンド / ヒューゴ・ハモンド
ハモンド家三男・四男。二組目の双子で両方ともエラ同様に縮れ毛。ジョージは耳の裏にホクロがある。
ロデリック・ハモンド / ジュリー・アナ・ハモンド
アンがハモンド家に来た直後に生まれた三組目の双子。男の子と女の子。

### 孤児院の子供達と関係者
アンと5歳以上の孤児たちが院長たちと共同生活を送っている。後述する5人の女子たちは特にアンを敵視している（テッサとは初期に、後にエドナとも和解した）。

#### 関係者
エイミー・カーライル
声 - 横尾まり
孤児院の院長。厳格な中年女性。“ 正しい事 ”を尊び、脱走騒ぎを起こしたアンや倉庫でボヤ騒ぎを起こしたテッサほか4名に対して向こう三年の掃除や洗濯等を命じるなど、正しく無い者へは厳しい。その一方、孤児院の経済状況が困窮の極みであるにも拘らず何処へも行き場の無かったアンを躊躇無く引き取る例を代表とした、揺ぎ無い信念を持って孤児たちを育てている人でもある。自らも13歳の時に孤児院に入り、その際に先代のカーライル院長（後にエイミーを養子に迎え、孤児院の運営も引き継ぐ）から注がれた愛情と励ましが彼女の信念を形成している。養子として迎えられる前の名前はエイミー・トンプソンだった。孤児院に入る前は、精神的虐待を受けていたと思われる過去がある。
ケール
声 - 渕崎ゆり子
孤児院の教師。少々気が弱目な女性。チョークを手元に持っているのにかかわらずに気付かなかったりするなど少しドジな部分があり、全面的に子供達の良心を信じていることもあって一部の少女達からは少々バカにされている。
捨てられた赤ん坊・デラを世話するようにカーライルから指示されたが子育ての経験が無く、オロオロするばかりであった（最終的にはアンとテッサにほぼ任せてしまった）。
普段は頼りなさそうだが、孤児院に来たばかりのアンが他の孤児を見下すような言動をしたことがあり、それを命の尊さと共に優しく諭すなど思慮深さを持つ。
ジョセフ・ケンジントン
声 - 大川透
孤児院職員の大柄な男性。まだ甘えの残るテッサを叱責するなど、孤児達の行為を頭ごなしに悪戯と決め付けるような厳しい態度だが、教育に対する熱意からのこととうかがえる。エドナが母親と和解した時は感動から号泣するといった一面も。
サイラス
声 - 中博史
孤児院で雑務をこなす初老の男性。実はエドナを養えなくなったエドナの母親にこの孤児院を薦めた人物。
マーガレット・カーライル
声 - 上村典子
故人で、孤児院の院長を務めていた。
軒屋で火事を起こして自殺未遂を起こしたエイミーを助けた結果重傷を負い、杖なしでは歩けなくなってしまう。死後、その杖は最も厳しい戒めの象徴として院長室に飾られている。

#### 5人の女子たち
エドナ・ゴドフリー
声 - 渡辺美佐
金髪をポニーテールにし、ヴァイオレットの瞳に同色のリボンが特徴。11歳で、目は父親似らしい。
読書を趣味とし、表面上は物静かだが、しばしば相部屋を抜け出し納屋で4人と画策事をするなど、大胆な所も。アンとは入院時に少々諍いがあった事から厳しい感情を向けている。そのため、プリンス・エドワード島に行こうとするアンの感情を利用した。
7歳の時に母親と別れ、孤児院に引き取られる。ジュディという名前の母親が作ってくれた人形を今でも大切に持っており、アンのように話しかけていた。その後4年ぶりに訪れた母親と遭遇し、捨てられたと思っていたため軽蔑し人形を捨ててしまうが、アンに拾って貰う。
基本的に左利き。食事のときは右手を使う。文字は左右どちらの手でも書ける。
キャシー・メーガン
声 - 荒木香恵
エドナの取り巻きの一人。太めの少女。アンの赤毛をからかう。
ニーナ・スミス
声 - 時田光
エドナの取り巻きの一人。茶髪（髪型はザンバラ風）の女子。口が荒く、アンへ“ 口撃 ”の口火を切るのは大抵彼女。テッサも良くからかう。
エレン
声 - 佐藤朱
エドナの取り巻きの一人。緑色のリボンが特徴の少女。他の4人よりは比較的大人しめ。
テッサ
声 - 鈴木はるこ
両親への甘えが残る少しワガママで泣き虫な少女。そのためか、上記4人からはやや格下的に扱われている。
もともとは両親と暮らしていたが、交通事故により両親を亡くし孤児院で引き取られる。アンとは孤児院ボヤ事件や脱走（テッサは直前に怖くなってやめた）騒ぎを経て心を通わせるようになり、デラの世話をアンと共にするようになってからはより親しくなった。甘えからくるデラの世話の失敗を経てより強い心を持つようになった。

#### その他の子供たち
デラ
孤児院の前に捨てられていた、額にアザがある女の赤ん坊。名前はテッサが付けた（テッサの亡くなった母と同じ瞳の色をしていたので、その名前を取った）。孤児院では5歳以下の子供は引き取らない規則になっていたが近くの乳児院がとても引き取れる状況に無く、その後に居場所が判明した両親（と思われる夫婦）のうち、母親は他界、父親は行方不明になってしまっていたため、特例として入院が許可された。以後はアンと共にテッサが世話をしている。
リリー・ジョーンズ
声 - 中司ゆう花
5歳。髪は栗色で美人さん。スペンサーさんに貰われ、アンと共にプリンス・エドワード島へ行く。アニメ『赤毛のアン』にも登場。

### アンを取り巻く人々

#### ボーリングブローク周辺の人々
ジェシー・（マッキンタイア）・グレッソン
声 - 堀江美都子
かつてアンの母親とは親友だった妙齢の女性。アンと偶然知り合い、引き取りたいと願うようになる。
アンの母が亡くなった時からアンのことは気にかけていたが、当時娘を病気で亡くしており子育てに自信をなくしていたため、引き取れなかった。
ミントン
声 - 山口奈々
ボーリングブロークの町で金貸業を営む老女。たまにバートに仕事を頼む。アンにロキンバーを譲った人でもある。
娘・ローザを幼くして亡くしてから、ずっと心を閉ざして生きてきた。しかし、アンと触れ合うなかで徐々に変わっていく。10月19日生まれ。

#### メアリズビルの人々
エッグマン
声 - 田中宏樹
メアリズビルの外れに位置する林の小屋に住む卵売りの男性。本名はロバート・ジョンソン。物静かな性格でチェロを弾き、絵を描く芸術家でもある。
ある事情から人間嫌いになっており、周囲と打ち解けず、人との会話を好まない（メリッサとの会話でも皮肉めいた発言を連発し彼女を憤慨させた）。しかし、アンを通じて出会ったメリッサと恋仲になり婚約。メアリズビルを後にした。
卵を買いに来たアンに豊かな想像力を見出し、学校に通う前は来るたびに単語を5つずつ教えていた。
実はボストンでは知らない人がいないほど有名な名家であるジョンソン家の次男。
メリッサ・ヘンダーソン
声 - 岡本麻弥
アンとほぼ同時期にメアリズビルにやってきた新米女性教師。最初、アンからは「野に咲くひまわりさん」と呼ばれていた。町で男女平等について男性たちと議論しているところ、アンに出会い、その賢さを認めた。
アンの通う学校では臨時の教師として担任になり、その流れでエッグマンとも知り合う。最初は彼の拒絶的な態度に嫌気したものの、なぜか気になって仕方なくなる。その奔放な気風は閉ざされていたエッグマンの心を開き、のちにエッグマンと婚約、メアリズビルを離れた。
後に、エッグマンとともにアンを養女とする願いを秘めて孤児院を訪問するが、プリンス・エドワード島へ行くというアンの思いを尊重し、その前途を祝福する。
以下はアンが通う学校のヘンダーソンのクラスの生徒たち
ミルドレッド・プリムソン
声 - 藤田昌代
金髪の少女。市長の娘でプライドが高く、常に取り巻き女生徒と共に行動し、自分が注目されていないと気がすまない“ お嬢様 ”。アンが来てからはその座を奪われる機会が多いことからアンによく細かい意地悪をしたが、次第にアンを認めるようになり、最後までアンを心配した。
ランドルフ・マクギャバン
声 - 橘U子
少し体格が大きい男の子。当初はアンを快く思わずミルドレッドと共に意地悪をしていたが、次第に打ち解ける。父親が牧場を経営しており、自身も牛が大好きで将来の夢は牧場主。
サディ
声 - 須賀晴海
ミルドレッドの策略に巻き込まれたことによりアンと仲良くなった女の子。父親は亡くなっており母親が働きに出ている間、家族の世話をしなければならないため、登校できる日が少ない。アンは彼女の母親から、左右の髪を結ぶ桜色の手作りのリボンをもらい宝物として大切に持ち続け、後に孤児院で出会ったテッサとデラに1つずつプレゼントした。
サリー
声 - 荒木香恵
ミルドレッドの取り巻き少女の一人。

#### ハモンド家の周辺の人々
ハガティ
声 - 田畑ゆり
ハモンド家から少し離れた丘の上に住むベテランの産婆。これまでに取り上げた子供の足形とともに名前などをノートに記録している。15人兄弟（詳しい続柄は不明）の長女で、20歳までほぼ毎年生まれる弟たちの世話をした。ガーデニングが趣味で家の庭には色とりどりの花を咲かせている。
本人によると昔はアンと似たような赤毛で25歳の頃に白髪になり（原因は不明）、赤毛に悩むアンにアドバイスをした。
マクドゥガル
声 - 桐本琢也
アンがハモンド家から通った学校の教師。学校に赴任して2ヶ月頃、生徒たちの向学心が育たないことに辟易し、退職を決意した日に偶然登校してきたアンと出会う。アンがシェークスピアの作品のセリフを交えながら話す身の上話を長時間に渡って親身になって聞いたことから教師への情熱を取り戻した。
プリンスエドワード島出身で、アンがこの島に憧れるきっかけを作った。後にアンの父が好きだった言葉「波間に浮かぶゆりかご」の意味とともにプリンスエドワード島の写真をアンに贈り、アンにとって数少ない宝物の一つとなった。

### その他
ロジャー・エマーソン
声 - 浦田優
ボーリングブロークで有名な資産家・エマーソン家の少年。街一番のハンサムで女の子に人気がある。
エリーザと恋仲になり、父の反対を押し切って結婚。エリーザを連れて修業先のロンドンへ旅立った。
メアリー・エマーソン
声 - 水沢史絵
ロジャーの妹。アンと同年代の女の子だが、わがままで勉強が嫌い。アンがエマーソン夫人に連れて来られたときは仮病を使って勉強をサボっていた。
エマーソン夫人
声 - 富沢美智恵
貿易会社を営むエマーソン氏の妻。ファーストネームは不明。ロジャーとメアリーの母。街で出会ったアンを気に入り、ブラウニングの詩集を贈った。
エマーソン
声 - 高塚正也
ボーリングブロークきっての富豪で、ロジャーとメアリーの父。ファーストネームは不明。息子が連れてきたエリーザに良い印象を抱くが、エリーザが貧しい家の出であることを理由に結婚を反対する。
ジョン
声 - 竹本英史
バートの飲み友達。やはり昼間から酒を飲み町をブラブラしている。
ジェフリー
声 - 佐藤晴男
メアリズビルの駅の倉庫番になったバートに儲け話で誘惑したり、小金を渡して信用させた。バートを騙して、駅の鍵を開けさせて仲間2人と共に荷物を盗み、逃亡した。
メアリー・ゴドフリー
声 - 日野由利加
エドナの母親。エドナと共に母子で暮らしていたが、持病の悪化で働けなくなり、エドナが7歳の頃孤児院へ預け、行方不明となる。その後街でサイラスに偶然見つけられ、4年ぶりにエドナと再会する。
後に病気のあまり倒れていたところを偶然医者に助けられ、療養を続けていたことが分かる。
スペンサー夫人
声 - 進藤尚美
プリンスエドワード島在住の女性。リリーを養子として引き取り、アンを同島グリーン・ゲイブルズのカスバート家へ連れていくために孤児院を訪れた。アニメ『赤毛のアン』にも登場している。
ジョー
声 - 岡本寛志
エイミー
声 - 佐藤朱
ナレーション
声 - 池田昌子
通常のナレーション以外に、本作品ではBSでのテレビシリーズとしては初めてサブタイトルの読み上げを行っている。また第26話まで使われたアイキャッチはナレーションによるアンへの呼びかけに、「はーい」とアンが返事する形式が採られた。

## スタッフ
- 監督 - 谷田部勝義[1]
- シナリオディレクター - 島田満[1]
- キャラクター原案 - 佐藤好春[1]
- キャラクターデザイン - 西村貴世
- 美術監督 - 森元茂
- 色彩設計 - 小松原智子
- 撮影監督 - 秋山涼路
- 音響監督 - 早瀬博雪
- 音楽 - 高梨康治、水谷広実、藤澤健至
- プロデューサー - 山本雅史、田中伸明
- 製作 - 本橋浩一
- 制作 - 日本アニメーション[1]

## 主題歌

### オープニングテーマ
「ヒカリの種」
作詞 - 森由里子 / 作曲 - 吉野ユウヤ / 編曲 - 山下康介 / 歌 - 井上あずみ / コーラス - ヤング・フレッシュ
野原を駆けるアンの影の映像は、『赤毛のアン』OP映像のオマージュである（『赤毛』では馬車を走らせるアンの影）。

### エンディングテーマ
「やったね♪マーチ」
作詞 - 森由里子 / 作曲・編曲 - 新井理生 / 歌 - 井上あずみ

## 各話リスト
| 話数 | サブタイトル             | 脚本            | 絵コンテ     | 演出       | 作画監督                | 放送日        |
| ---- | ------------------------ | --------------- | ------------ | ---------- | ----------------------- | ------------- |
| 1    | 赤毛のアン               | 島田満          | 谷田部勝義   | 西田健一   | 西村貴世                | 2009年 4月5日 |
| 2    | アンという名前           | 平野靖士        | 高橋順       | 高橋順     | 武内啓                  | 4月12日       |
| 3    | 小さな黄色い家           | 中弘子          | 城所聖明     | 城所聖明   | 菱沼祐樹                | 4月19日       |
| 4    | 金色の泉                 | 中村誠          | 西田健一     | 西田健一   | 佐々木恵子              | 4月26日       |
| 5    | エリーザの恋             | 島田満          | きみやしげる | 櫛引康志   | 西村貴世 佐久間康子     | 5月3日        |
| 6    | 希望は生まれる           | 島田満          | 西田健一     | 西田健一   | 大橋学                  | 5月10日       |
| 7    | 木枯らしとバラの花       | 島田満          | 高橋順       | 高橋順     | 武内啓                  | 5月17日       |
| 8    | 遠い調べ                 | 平野靖士        | 城所聖明     | 城所聖明   | 菱沼祐樹                | 5月24日       |
| 9    | メアリズビルへ           | 中弘子          | 藤森かづま   | 櫛引康志   | 佐々木恵子              | 5月31日       |
| 10   | 不思議なタマゴ売り       | 中村誠          | 小高義規     | 小高義規   | 西村貴世 佐久間康子     | 6月7日        |
| 11   | 冬のひまわり             | 中村誠          | 三原武憲     | 三原武憲   | 清水昌之                | 6月14日       |
| 12   | はじめての学校           | 中弘子          | 西田健一     | 西田健一   | 大橋学                  | 6月21日       |
| 13   | サディという友達         | 平野靖士 島田満 | 高橋順       | 高橋順     | 武内啓 西尾良寛（補佐） | 6月28日       |
| 14   | ランドルフの夢           | 中村誠          | 城所聖明     | 城所聖明   | 佐藤好春                | 7月5日        |
| 15   | ピクニックに行こう!      | 島田満          | 藤森かづま   | 櫛引康志   | 佐々木恵子              | 7月12日       |
| 16   | もっと書物を!            | 中村誠          | 三原武憲     | 三原武憲   | 清水昌之 古沢英明       | 7月19日       |
| 17   | 私たちの舞台             | 島田満          | 西田健一     | 西田健一   | 西村貴世                | 7月26日       |
| 18   | 恋のゆくえ               | 島田満          | 高橋順       | 高橋順     | 武内啓 後藤有宏（補佐） | 8月2日        |
| 19   | 悲しいお茶会             | 中弘子          | 錦織博       | 上原秀明   | 佐久間康子              | 8月9日        |
| 20   | 危険な罠                 | 平野靖士 島田満 | 西田健一     | 櫛引康志   | 加藤恵子                | 8月16日       |
| 21   | さよならの雪             | 平野靖士 島田満 | 三原武憲     | 三原武憲   | 清水昌之                | 8月23日       |
| 22   | 素晴らしいお客様         | 中村誠          | 西田健一     | 西田健一   | 大橋学 西村貴世         | 8月30日       |
| 23   | 小さな命                 | 中弘子          | 寺東克己     | 高橋順     | 武内啓 後藤有宏（補佐） | 9月6日        |
| 24   | クリスマスの魔法         | 島田満          | 城所聖明     | 城所聖明   | 佐藤好春                | 9月13日       |
| 25   | 雪よりも冷たく           | 島田満          | 藤森かづま   | 櫛引康志   | 佐々木恵子              | 9月20日       |
| 26   | さようならトーマス家     | 島田満          | 三原武憲     | 三原武憲   | 清水昌之                | 9月27日       |
| 27   | あの丘の向こうに         | 島田満          | 西田健一     | 西田健一   | 加藤恵子                | 10月4日       |
| 28   | ひとりきりの授業         | 中村誠 島田満   | 高橋順       | 高橋順     | 大橋学 西村貴世         | 10月11日      |
| 29   | ハガティさんの秘密       | 中弘子          | 城所聖明     | 城所聖明   | 佐藤好春                | 10月18日      |
| 30   | そよ風荘の思い出         | 島田満          | 藤森かづま   | 櫛引康志   | 佐々木恵子              | 10月25日      |
| 31   | ただひとつの希望         | 中弘子          | 三原武憲     | 麦野アイス | 清水昌之                | 11月1日       |
| 32   | 最悪の始まり             | 島田満          | 西田健一     | 西田健一   | 加藤恵子                | 11月8日       |
| 33   | 恐ろしい一夜             | 島田満          | 高橋順       | 高橋順     | 佐久間康子              | 11月15日      |
| 34   | 遠い町へ                 | 島田満          | 城所聖明     | 城所聖明   | 佐藤好春 大橋学         | 11月22日      |
| 35   | テッサの涙               | 島田満          | 寺東克己     | 櫛引康志   | 佐々木恵子              | 11月29日      |
| 36   | 希望の手紙               | 島田満          | 藤森かづま   | 城所聖明   | 清水昌之                | 12月6日       |
| 37   | ひだまりに抱かれて       | 島田満          | 西田健一     | 西田健一   | 加藤恵子                | 12月13日      |
| 38   | 花咲ける朝に             | 島田満          | 高橋順       | 高橋順     | 佐久間康子              | 12月20日      |
| 39   | プリンス・エドワード島へ | 島田満          | 谷田部勝義   | 城所聖明   | 西村貴世                | 12月27日      |

## 放送局
BSデジタル放送のテレビシリーズとしては、唯一地上波での放送実績がある。
| 放送地域 | 放送局              | 放送期間                       | 放送日時                  | 放送区分       | 脚注      |
| -------- | ------------------- | ------------------------------ | ------------------------- | -------------- | --------- |
| 日本全域 | BSフジ              | 2009年4月5日 - 12月27日        | 日曜 19:30 - 20:00        | BSデジタル放送 |           |
| 日本全域 | アニマックス        | 2009年5月20日 - 2010年2月17日  | 水曜 18:30 - 19:00        | CSデジタル放送 |           |
| 千葉県   | チバテレビ（CTC）   | 2009年11月13日 - 2010年8月27日 | 金曜 17:30 - 18:00        | 独立局         | [ 注 7 ]  |
| 兵庫県   | サンテレビ（SUN）   | 2010年1月7日 - 3月16日         | 月曜 - 木曜 7:00 - 7:30   | 独立局         | [ 注 7 ]  |
| 栃木県   | とちぎテレビ（GYT） | 2013年4月22日 - 6月13日        | 月曜 - 金曜 17:30 - 18:00 | 独立局         |           |
| 北海道   | テレビ北海道（TVh） | 2013年8月20日 - 10月15日       | 月曜 - 金曜 8:00 - 8:30   | テレビ東京系列 | [ 注 9 ]  |
| 埼玉県   | テレビ埼玉（TVS）   | 2016年6月16日 - 2017年3月23日  | 木曜 18:00 - 18:30        | 独立局         | [ 注 10 ] |

## 映像ソフト化
- テレビシリーズのDVDは2009年8月25日から2010年8月27日にかけて全13巻が発売された。
- 2011年7月22日には総集編DVD「世界名作劇場・完結版 こんにちは アン 〜Before Green Gables」が発売。同年8月にCS放送局のアニマックスでテレビ初放映された他、2013年10月からはカートゥーン ネットワークでも複数回にわたり再放送された。